# Beelarongia
Beelarongia — рід доісторичних лопатеперих риб, які жили в пізньому девонському періоді (франський етап, приблизно 375–385 мільйонів років тому). У Вікторії, Австралія, були знайдені скам'янілості.